# Martwa natura z francuskimi powieściami i różą
Martwa natura z francuskimi powieściami i różą (hol. Stilleven met boeken, Romans Parisiens, ang. Still Life with French Novels and a Rose) – obraz namalowany przez Vincenta van Gogha jesienią 1887 roku podczas jego pobytu w Paryżu. 
Nr kat.: F 359, JH 1332.

## Historia i opis
Obraz przypuszczalnie przedstawia ulubione francuskie powieści van Gogha, chociaż ich tytułów nie da się odczytać. Jest to jeden z ostatnich obrazów artysty powstałych w Paryżu. Został namalowany w atelier Bernarda i wystawiony w Salonie Niezależnych w 1888. Van Gogh w liście do brata Theo z marca 1888 zaproponował dla obrazu nazwę Powieści paryskie:
Uważam, że byłoby bardzo dobrze, gdybyś wystawił również książki na [wystawie] Niezależnych. Studium powinno nosić tytuł «Powieści paryskie».
Na obrazie widać wyraźny wpływ sztuki japońskiej – nie tylko w wybujałych kolorach: pomarańczowym, żółtym i czerwonym, podkreślonych muśnięciami dopełniającej zieleni – ale też w perspektywie, z przedmiotami widzianymi z podwyższonego punktu obserwacyjnego.